# Етерси
Етерси (фр. Etercy) насеље је и општина у источној Француској у региону Рона-Алпи, у департману Горња Савоја која припада префектури Анси.
По подацима из 2011. године у општини је живело 701 становника, а густина насељености је износила 154,07 становника/km². Општина се простире на површини од 4,55 km². Налази се на средњој надморској висини од 504 метара (максималној 593 m, а минималној 337 m).

## Демографија
| 1962. | 1968. | 1975. | 1982. | 1990. | 1999. | 2011. |
| ----- | ----- | ----- | ----- | ----- | ----- | ----- |
| 198   | 198   | 214   | 299   | 433   | 631   | 701   |

График промене броја становника у току последњих година